# Список бессмертных (вселенная Горца)

Отличительная особенность вселенной Горца — существование в ней бессмертных, между которыми идёт жестокое соперничество не на жизнь, а на смерть, поскольку закон для них гласит, что «В конце должен остаться только один».
| Имя                              | Происхождение | Годы жизни                   | Учитель          | Кого убил                                                                      | Кем убит       | Примечание                                                              |
| -------------------------------- | ------------- | ---------------------------- | ---------------- | ------------------------------------------------------------------------------ | -------------- | ----------------------------------------------------------------------- |
| Дункан Маклауд                   | шотландец     | 1592-…                       | Коннор Маклауд   | 176 чел + .                                                                    |                | протагонист сериала «Горец»                                             |
| Коннор Маклауд                   | шотландец     | 1518-2005                    | Хуан Рамирес     | Аман Фазил, Курган, Кейн (всего 262 чел.)                                      | Дункан Маклауд | протагонист трилогии «Горец»                                            |
| Ричи Райан                       | американец    | 1974-1997                    | Дункан Маклауд   | Мако, Кристов, Картер Веллан, Алек Хилл, Вильям Эверет Калбрет(всего ??? чел.) | Дункан Маклауд | ученик и друг Дункана. Дункан убил его, приняв за демона.               |
| Аманда                           | француженка   | средневековье-…              |                  | (всего ??? чел.)                                                               |                |                                                                         |
| Митос (a.k.a. Адам Пирсон)       | неизвестно    | 3 тысячелетие до н. э.-…     | неизвестно       | (всего ??? чел.)                                                               |                | Самый старший из известных Бессмертых                                   |
| Дарий                            | неизвестно    | 50-1993                      | .                | .                                                                              | Джеймс Хортон  | воин, затем монах                                                       |
| Хью Фицкерн                      | Англичанин    | 1190-1995                    |                  |                                                                                | Калас,Антониус |                                                                         |
| Грейсон                          |               | 325-1993                     |                  |                                                                                | Дункан Маклауд | воин, соратник Дария                                                    |
| Ксавье Сент-Клод                 | мавр          | 1160 в. −1994                |                  |                                                                                | Дункан Маклауд | антагонист сериала «Горец»                                              |
| Антониус Калас                   | римлянин      | 369-1995                     |                  |                                                                                | Дункан Маклауд | монах, каллиграф, певец, владелец мюзик-холла                           |
| Колтэк                           | индеец        | 11??-1995                    |                  |                                                                                | Дункан Маклауд | шаман, «хайоко», был трансформирован Темной Передачей                   |
| Джейкоб Келл                     | шотландец     | 1515-2005                    |                  | 666 чел.                                                                       | Дункан Маклауд | антагонист фильма «Горец: Конец игры»                                   |
| Кассандра                        |               | бронзовый век-…              |                  |                                                                                |                | колдунья                                                                |
| Кронос                           |               | II тысячелетие до н. э.-1996 |                  |                                                                                | Дункан Маклауд | «всадник»                                                               |
| Морган Д'Эстэн                   | француз       | 1783-1996                    | Ксавье Сент-Клод |                                                                                | Дункан Маклауд |                                                                         |
| Уорен Рейнхардт                  | 1542-1992     | 1542-1992                    |                  |                                                                                |                |                                                                         |
| Мако                             |               | ?-1993                       |                  |                                                                                | Ричи Райан     |                                                                         |
| Кастагир                         |               |                              |                  |                                                                                | Курган, 1986   |                                                                         |
| Кристов                          | русский       |                              |                  |                                                                                | Ричи Райан     |                                                                         |
| Керн                             | венгр         | 1396-1994                    |                  |                                                                                | Дункан Маклауд | Убил женщину и ребёнка, с которыми жил Маклауд                          |
| Майкл Мур (a.k.a. Квентин Барнс) | американец    | 1804-1993                    |                  |                                                                                | Дункан Маклауд | Страдал раздвоением личности, был убит Маклаудом по личной просьбе Мура |